# Ryōta Tanabe
Ryōta Tanabe (田鍋 陵太 Tanabe Ryōta?), född 10 april 1993 i Tokyo prefektur, är en japansk fotbollsspelare.
Tanabe började sin karriär 2012 i Nagoya Grampus. Han spelade 26 ligamatcher för klubben. 2017 flyttade han till Roasso Kumamoto.